# サンタ・クルス侯爵夫人の肖像
『サンタ・クルス侯爵夫人の肖像』（サンタ・クルスこうしゃくふじんのしょうそう、伊: Retrato de la Marquesa de Santa Cruz, 英: Portrait of the Marchioness of Santa Cruz）は、スペインのロマン主義の巨匠フランシスコ・デ・ゴヤが1805年に制作した肖像画である。油彩。ゴヤが描いた最も官能的な肖像画の1つで、第10代サンタ・クルス侯爵ホセ・ガブリエル・デ・シルバ＝バサンの妻ホアキナ・テレス＝ヒロン・イ・ピメンテルを描いている。現在はマドリードのプラド美術館に所蔵されている。

## 人物

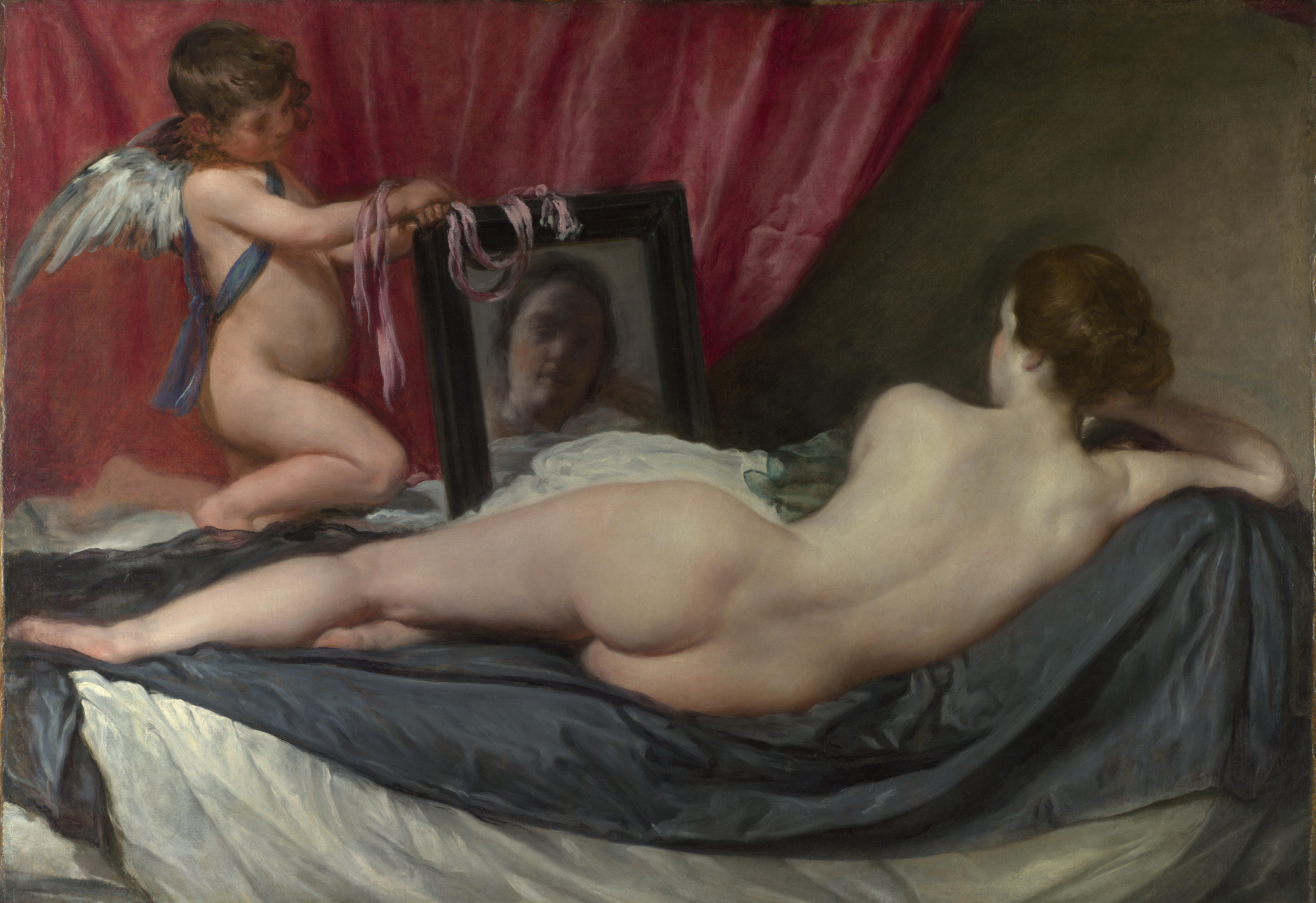
ディエゴ・ベラスケスの『鏡のヴィーナス』。1647年から1651年頃。ロンドン・ナショナル・ギャラリー所蔵。

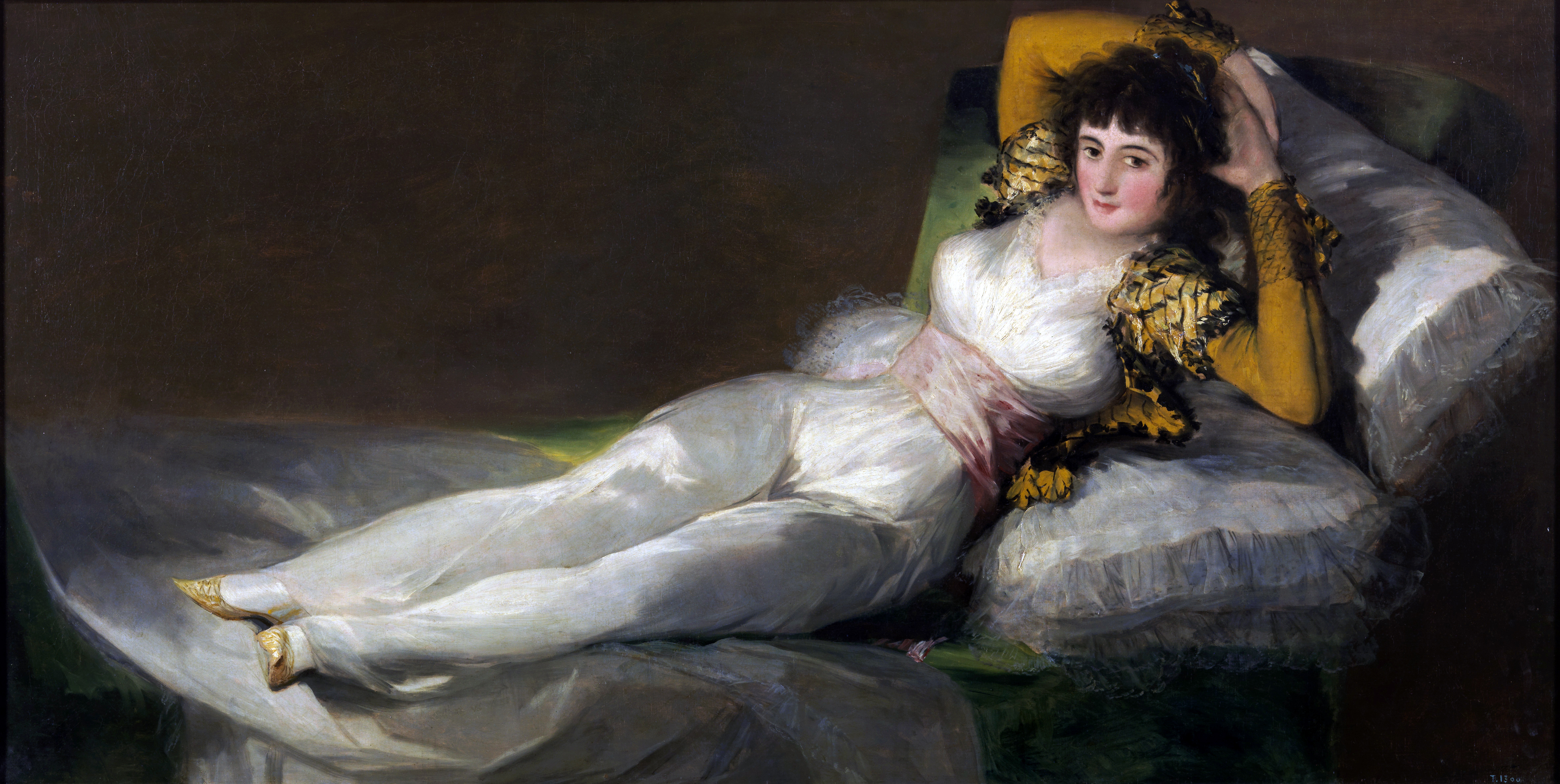
ゴヤの『着衣のマハ』。1800年から1805年頃。プラド美術館所蔵。

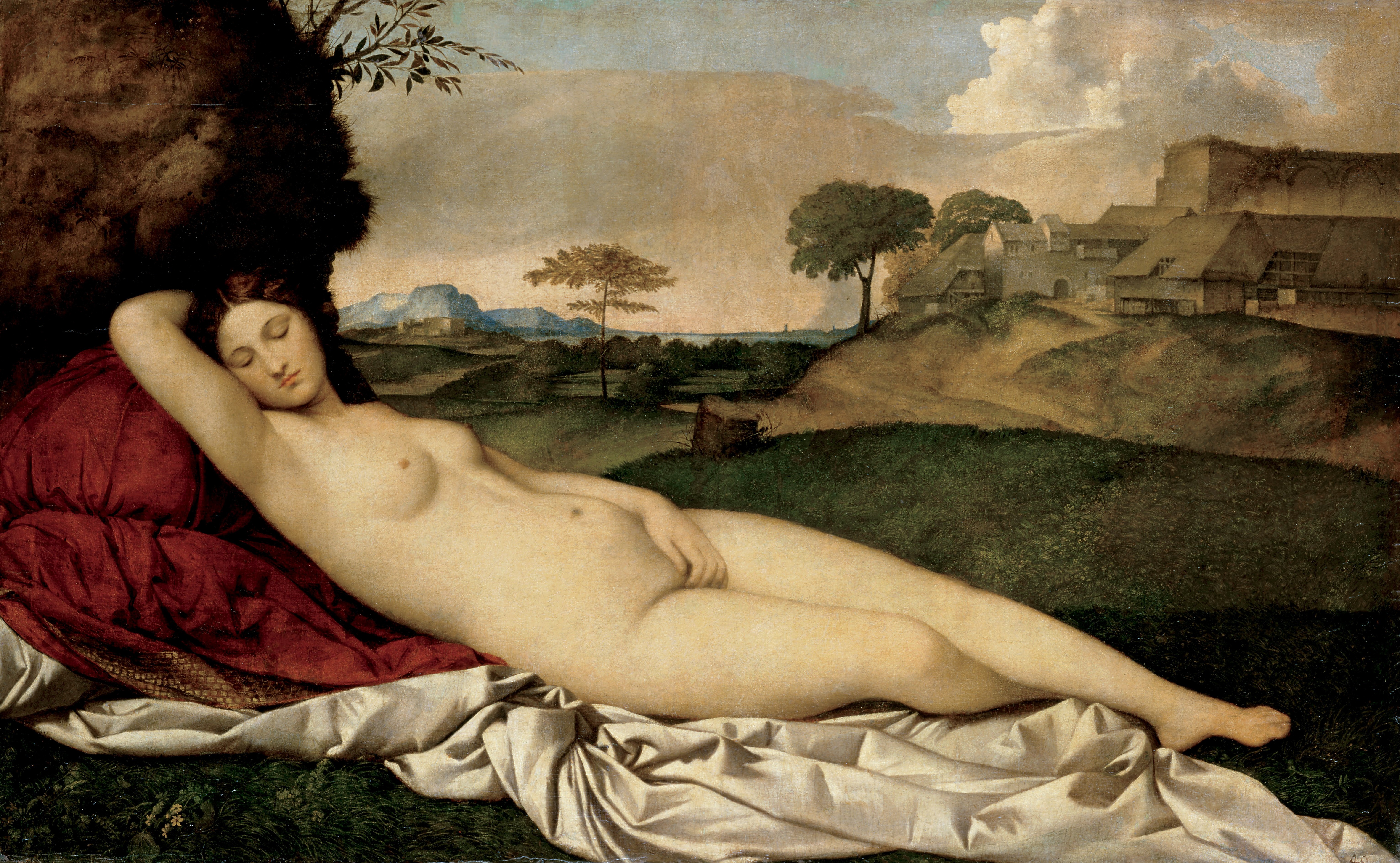
ジョルジョーネの『眠れるヴィーナス』。アルテ・マイスター絵画館所蔵。

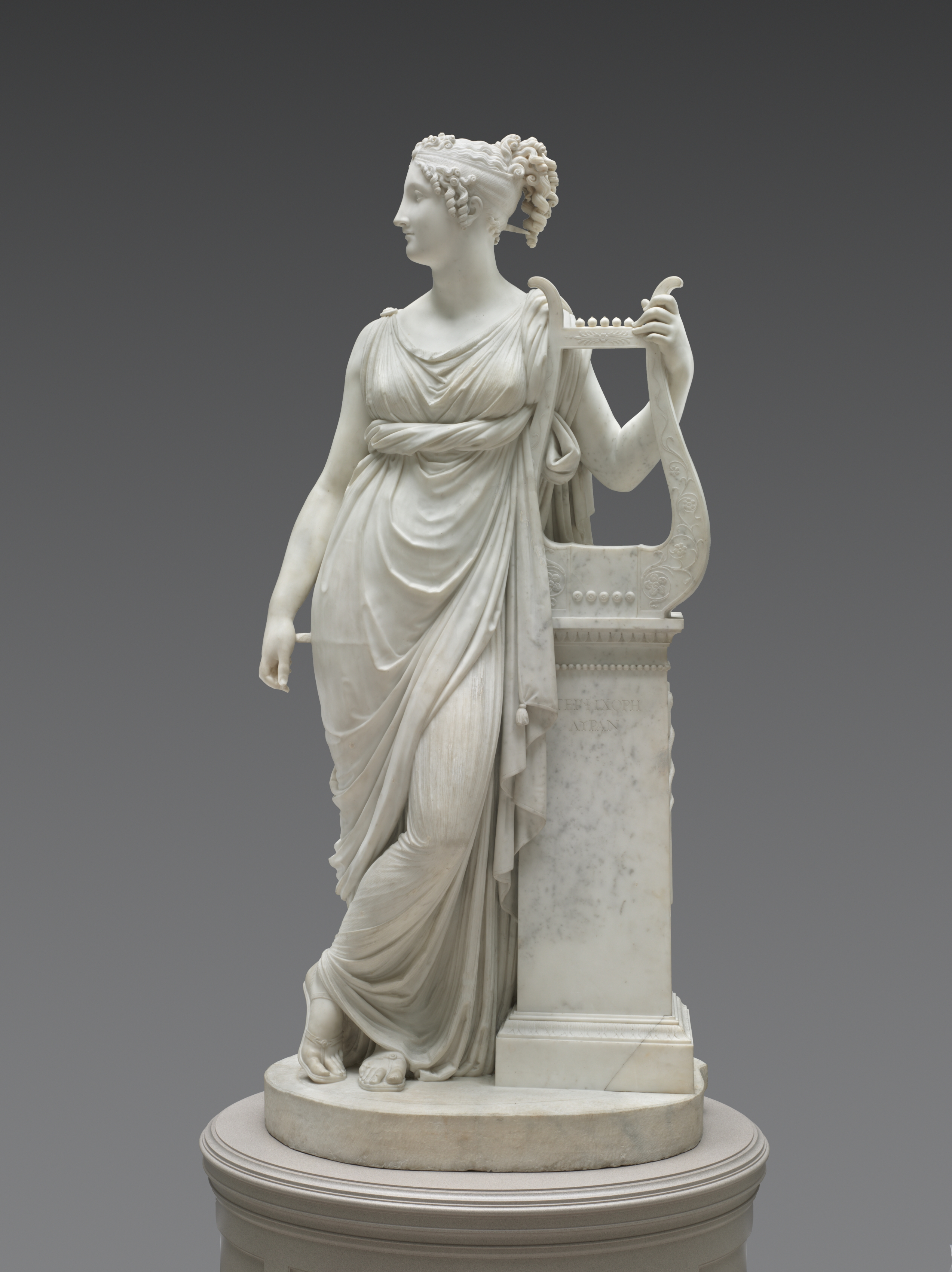
アントニオ・カノーヴァの『竪琴のテルプシコラ（抒情詩のムーサ）』の1816年のバージョン。クリーブランド美術館所蔵。

ホアキナ・テレス＝ヒロン・イ・ピメンテルは第9代オスーナ公爵ペドロ・テレス＝ヒロンと妻マリア・ホセファ・ピメンテルの娘として1784年に生まれた。第9代オスーナ公爵夫妻はゴヤの最初の後援者で、終始良好な関係を保ち続けた。ゴヤは1785年にオスーナ公爵夫妻の肖像画を制作し、1788年にはオスーナ公爵の家族の肖像画を制作した。当時幼かった侯爵夫人もこの家族の肖像画に描かれている。彼女が第10代サンタ・クルス侯爵ホセ・ガブリエル・デ・シルバ＝バサン（後のプラド美術館初代館長）と結婚したのは1801年のことであり、肖像画が制作されたのはそれから4年後のことであった。1816年にはゴヤによって弟妹である第10代オスーナ公爵フランシスコ・デ・ボルハ・テレス＝ヒロンやアブランテス公爵夫人マリア・マヌエラの肖像画も制作された。1830年に国王フェルナンド7世の妃マリア・クリスティーナが長女（後のイサベル2世）を懐妊したことが明らかになると、侯爵夫人は王命によりこの長女の養育係に任命された。さらにその翌年には次女ルイサ・フェルナンダの養育係にも任命された。侯爵夫人自身は9人の子を持つ母となった。詩人や文学者に対して友好的であった侯爵夫人は、当時のスペインの社交界で最も賞賛された女性の1人であった。1851年に死去。

## 作品
ゴヤはハイウエストのエンパイア様式の白いドレスを着て、赤いベルベットの布張りの長椅子の上で横向きに寝そべる侯爵夫人を描いている。肖像画が描かれたとき侯爵夫人は21歳であった。侯爵夫人は頭上に葡萄の冠を戴いて、右手に白いハンカチ、左手に竪琴の形をしたギターを持ち、鑑賞者の側を見つめている。ギターにはサンタ・クルス侯爵家の象徴でもある、ラウブルと呼ばれるバスク地方の十字が描かれている。胸元のネックラインは広く、ピンク色のチョピンと呼ばれる女性用の厚底靴がドレスの裾から見えている。
葡萄の冠とギターは、侯爵夫人が詩と音楽に対して深い愛情を抱いていたことを示している。またこれらの要素から、侯爵夫人が文芸の女神ムーサに見立てられたことも指摘されている。ムーサのうち、竪琴をアトリビュートとするのは、合唱抒情詩と舞踏を司るテルプシコラ、および独唱抒情詩を司るエラトの2人であるが、どちらの女神に見立てられたのかは明瞭ではない。より可能性が高いのは前者で、女性の肖像を竪琴を持つテルプシコラに見立てた先行例が存在している。たとえばマニャーニ・ロッカ財団に所蔵されている彫刻家アントニオ・カノーヴァの作品は有名で、1811年にリュシアン・ボナパルトの妻アレクサンドリーヌ・ド・ブレシャンをモデルに制作された。また18世紀スペインのラ・グランハ宮殿には竪琴を持つテルプシコラの古代の彫刻が所蔵されていた。これはスウェーデンの女王クリスティーナが所有していたもので、現在プラド美術館に所蔵されている。おそらくゴヤはこれらの作品を知っており、侯爵夫人をテルプシコラに見立てて肖像画を制作したと考えられる。
何人かの研究者はゴヤが他の画家に触発された可能性を指摘している。例えば色彩の調和はディエゴ・ベラスケスの『鏡のヴィーナス』（La Venus del espejo）を彷彿とさせる。スペインの美術史家フランシスコ・ハビエル・サンチェス・カントンは、自身の作品『裸のマハ』（La Maja desnuda）と『着衣のマハ』（La maja vestida）、ジョルジョーネの『眠れるヴィーナス』（Venere di Dresda）と比較している。
保存状態は非常に優れている。署名と制作年は画面左下隅に記されている。

## 来歴
肖像画はサンタクルス侯爵夫人の遺産相続人によって所有されたのち、サンタ・クルス侯爵家の出身であるピエ・デ・コンチャ伯爵（conde de Pie de Concha）の手に渡った。1941年から1983年にかけて、ビルバオ出身の美術収集家フェリックス・フェルナンデス・バルデス（Félix Fernández Valdé）によって所有された。1986年、肖像画は様々な団体の協力によりプラド美術館のためにスペイン政府によって取得された。

## 複製
カリフォルニア州のロサンゼルス・カウンティ美術館に、ゴヤの真筆画とは認められていないバージョンが所蔵されていた。このバージョンは1965年にロサンゼルス・カウンティ美術館がウェリントン公爵家から購入したもので、当時話題を集め、『タイム』誌でも特集する記事が掲載された。しかし美術館は1978年にこのバージョンをロンドンのマールボロ・ギャラリ－に売却した。美術館が肖像画を売却した理由は不明であるが、真筆性に関する批判的な見解を受けてのことであったようである。一説によると、肖像画はその後、第10代フィリピン大統領のフェルディナンド・マルコスの夫人で、靴の収集家としても知られるイメルダ・マルコスに売却された。近年、夫人の所有した絵画コレクションがフィリピン当局によって押収されており、その中にかつてロサンゼルス・カウンティ美術館が所蔵していたと考えられるバージョンが発見されている。

## ギャラリー
ゴヤによる第9代オスーナ公爵の一族の肖像

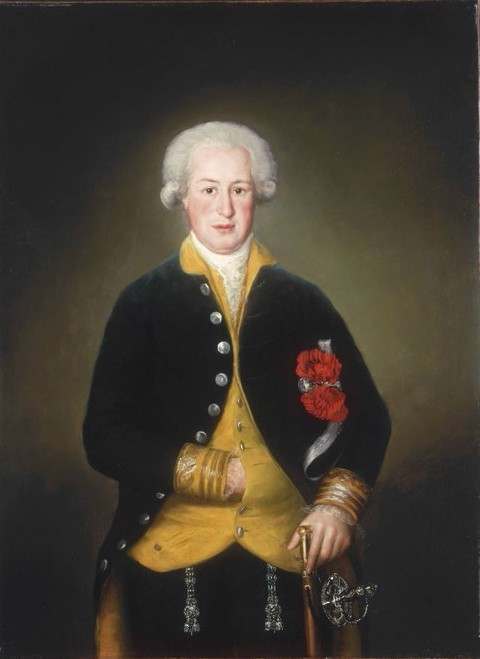
『第9代オスーナ公爵の肖像』1785年
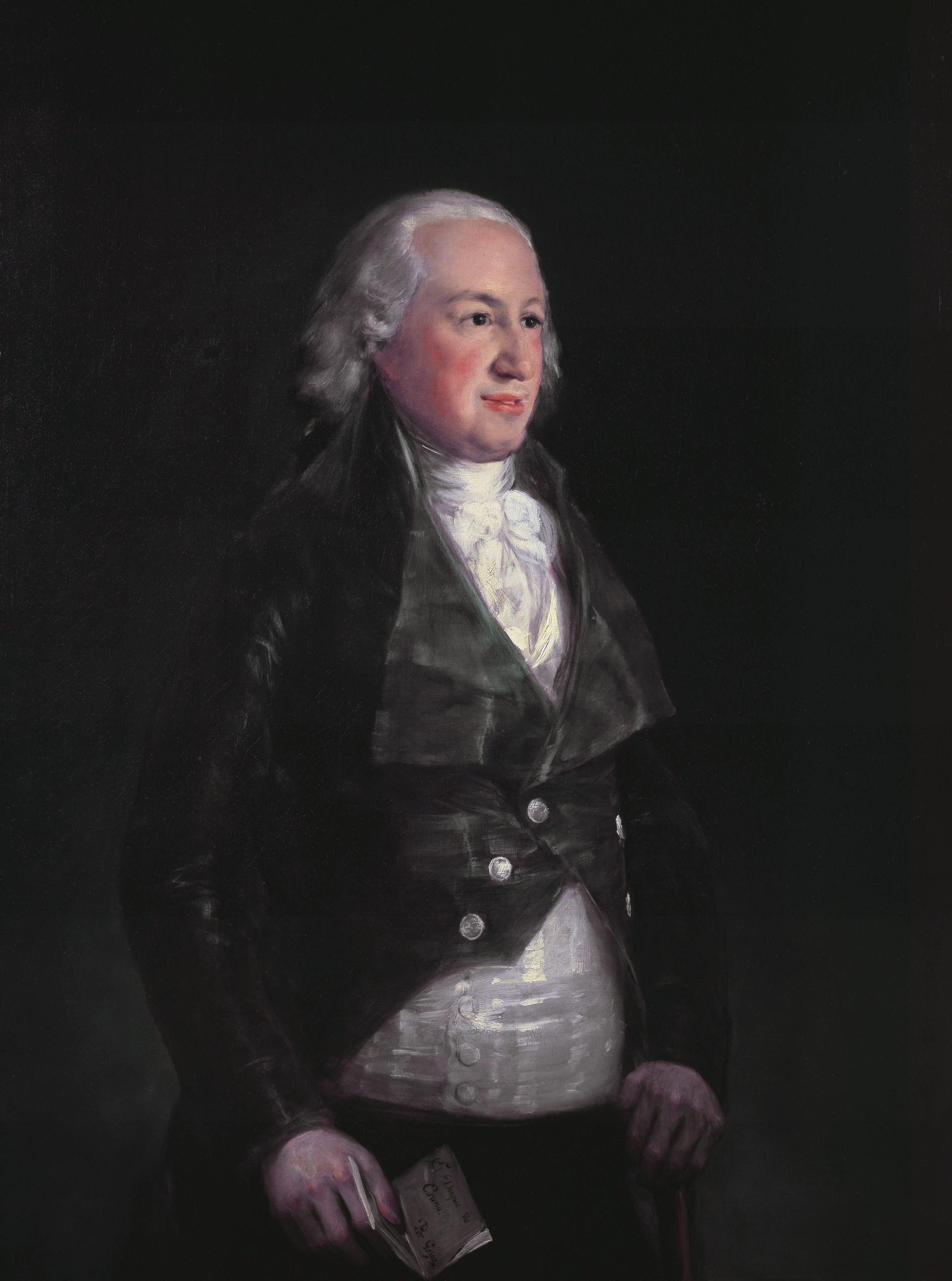
『第9代オスーナ公爵の肖像』1785年 フリック・コレクション所蔵
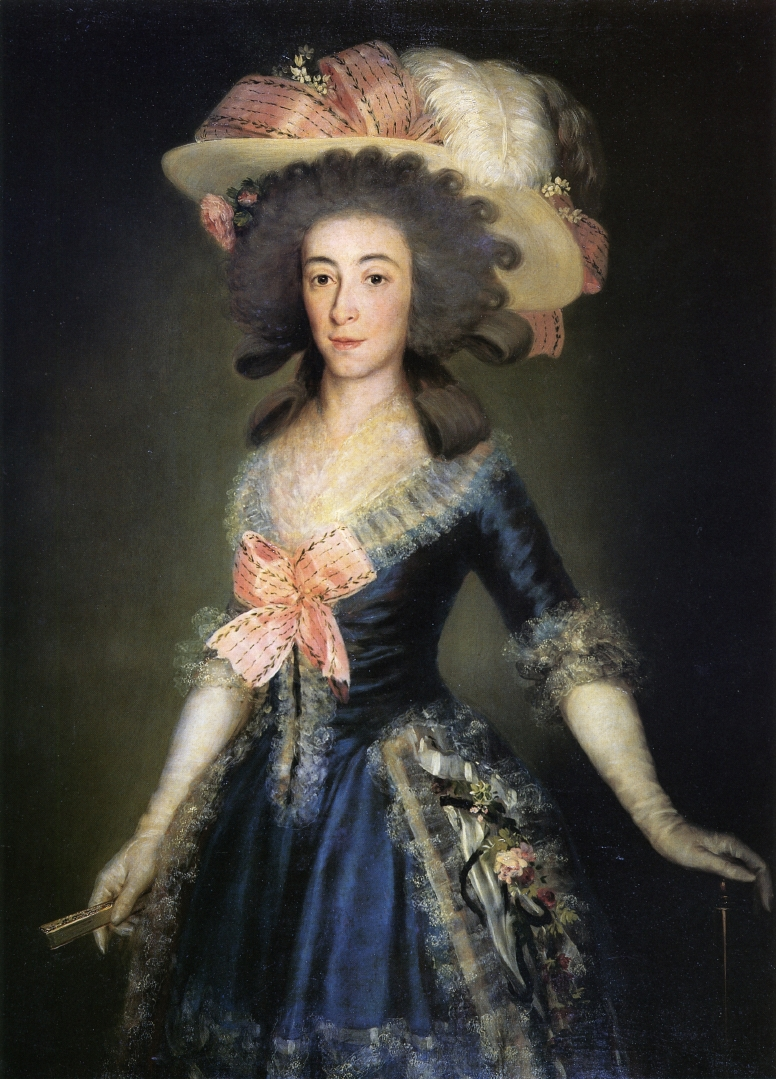
『オスーナ公爵夫人の肖像』1785年 バルトロメ・マーチ財団（Fundación Bartolomé March）所蔵
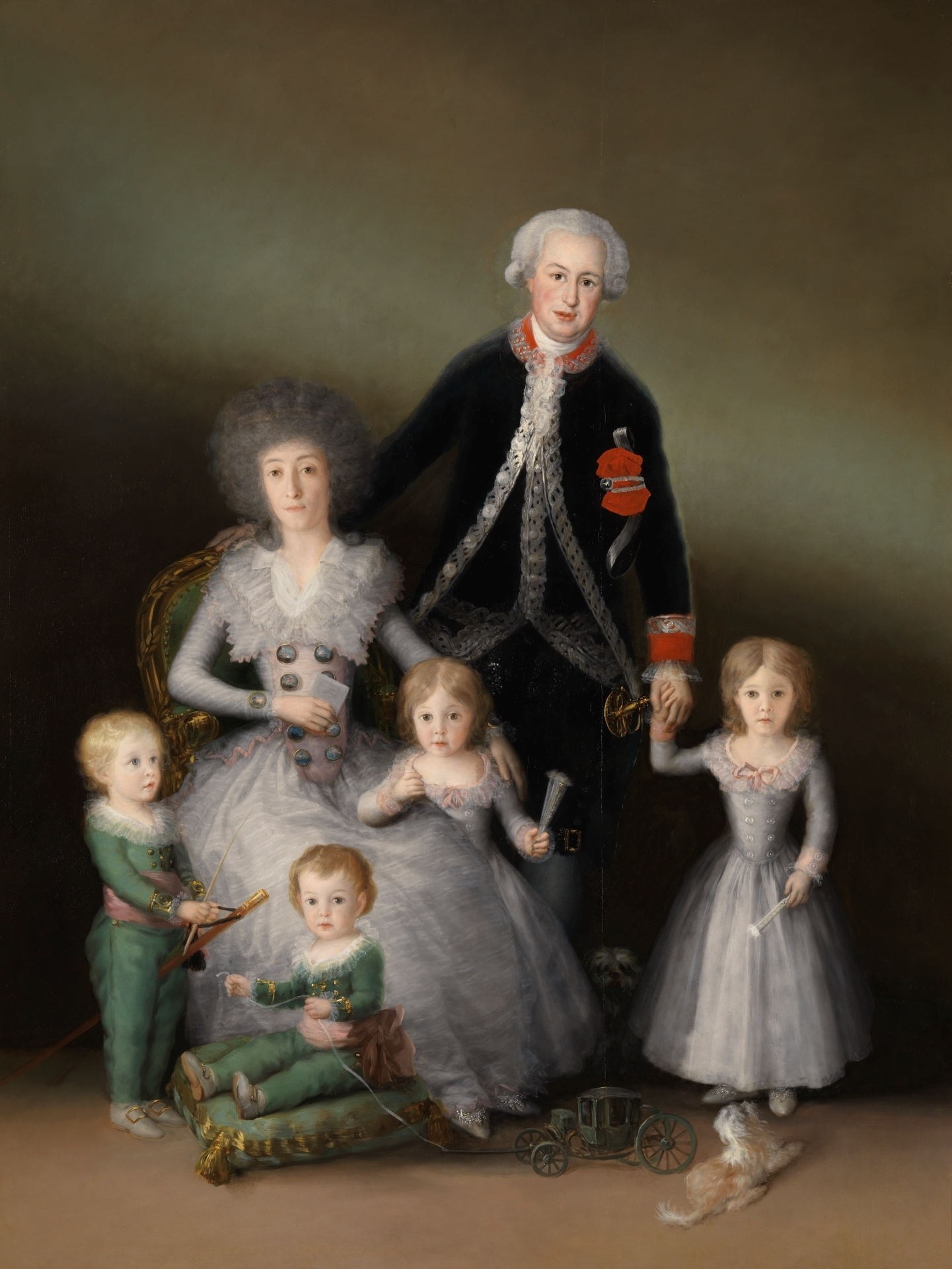
『オスーナ公爵夫妻とその子供たち』1787年-1788年 プラド美術館所蔵
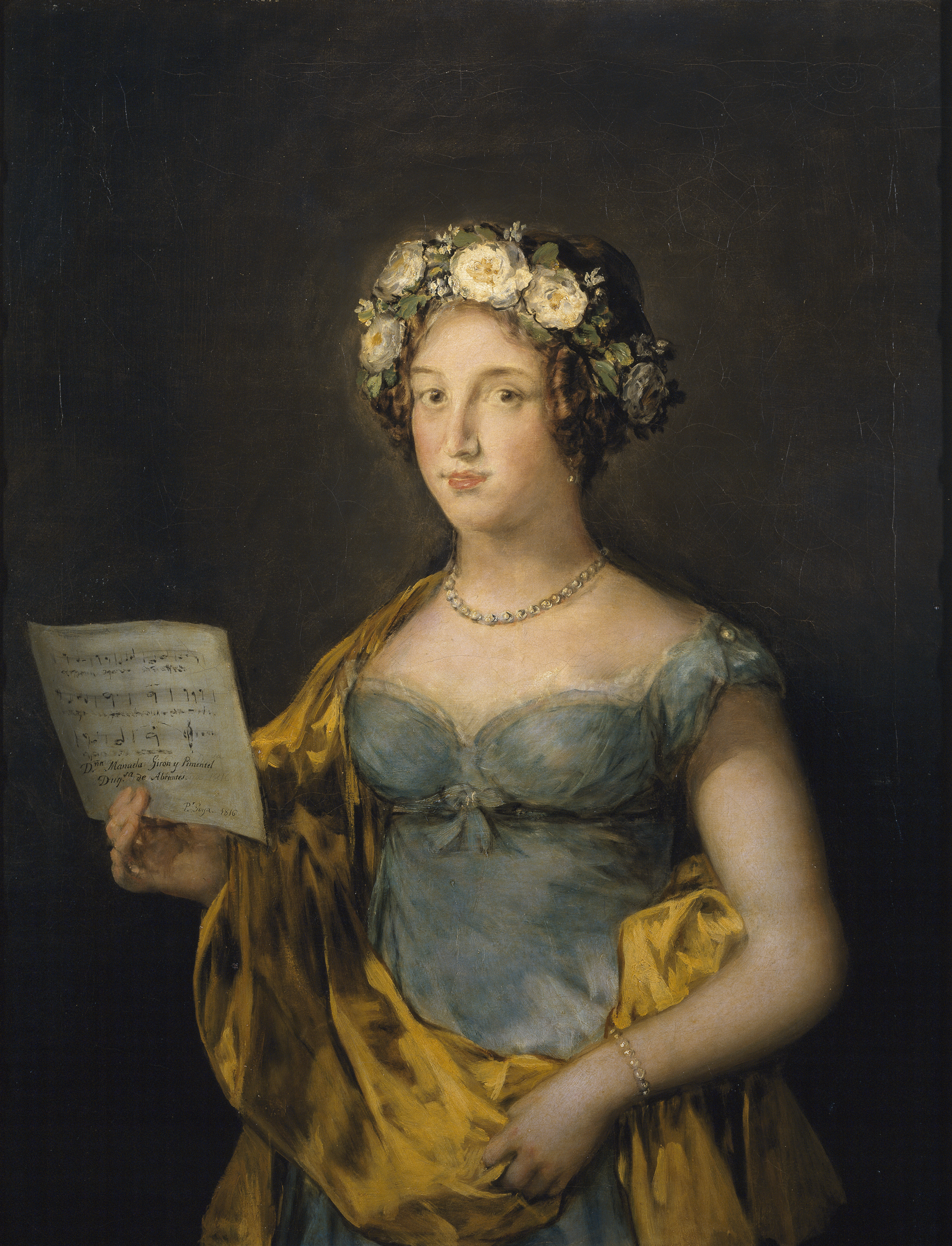
『アブランテス公爵夫人の肖像』1816年 プラド美術館所蔵
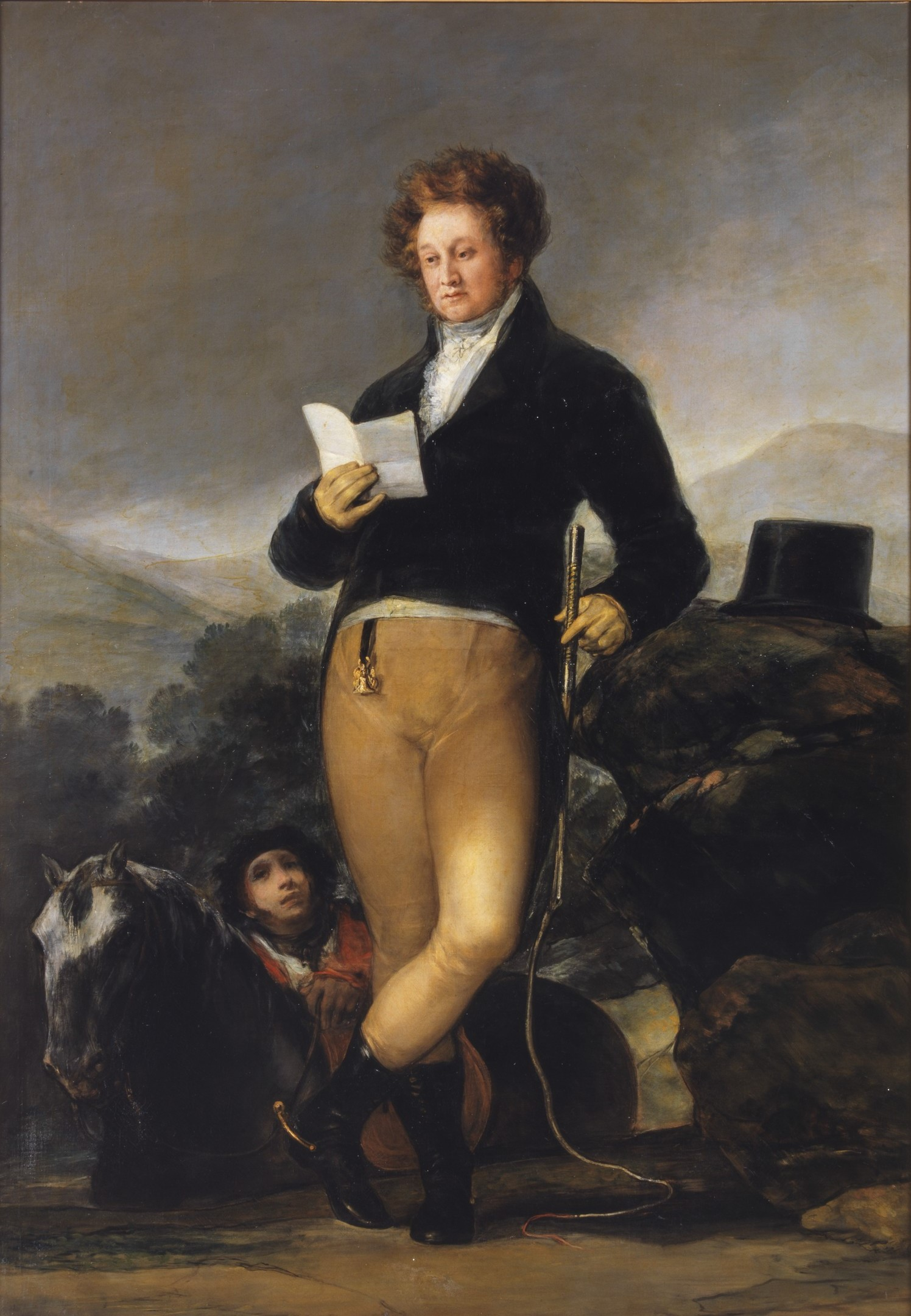
『第10代オスーナ公爵の肖像』1816年 ボナ美術館所蔵